# Projekt MEarth
Projekt MEarth – finansowany przez rządową agencję Stanów Zjednoczonych National Science Foundation projekt poszukiwania planet pozasłonecznych krążących wokół czerwonych karłów. Projekt dysponuje ośmioma zdalnie sterowanymi teleskopami Ritcheya-Chrétiena o średnicy zwierciadeł 40 cm umieszczonymi w Obserwatorium Freda Lawrence’a Whipple’a na górze Mount Hopkins w Arizonie.
W ramach projektu odkryto planety GJ 1214 b, GJ 1132b, LHS 1140b oraz LHS 1140c.